# Mutalau
Mutalau ist einer der vierzehn Orte auf der Insel Niue. Die Insel ist seit 1974 durch einen Assoziierungsvertrag mit Neuseeland verbunden. Bei der Volkszählung 2017 zählte man in Mutalau 100 Einwohner.

## Geografie
Das Dorf befindet sich im Norden der Insel Niue im historischen Gebiet Motu und umfasst ein Gebiet von 26,31 km². Im Norden und Osten verfügt der Ort über einen Meereszugang. Im Süden grenzt es an Lakepa und Alofi North und im Westen an Tuapa, Hikutavake und Toi.

## Geschichte
Es war früher als Ululauta und Matahefonua bekannt. Ululauta und Matahefonua bedeuten beide „Oberhaupt des Landes“. Der Name Mutalau Ululauta Matahefonua wird von den Mutalau in Auckland, Neuseeland, als Name für ihren Trust namens Mutalau Ululauta Matahefonua Trust (MUMT) übernommen. Mutalau hat eine Gemeindehalle namens Salim Hall, benannt nach dem Vorsitzenden des Dekolonisierungsausschusses der Vereinten Nationen, der Anfang der 1970er Jahre nach Niue kam, um sich mit Niueanern zu treffen und den Fahrplan für die Selbstverwaltung zu diskutieren.
1864 wurde Mutalau als eines der fünf Hauptdörfer von Niue aufgeführt und beherbergte eine Missionsstation und einen samoanischen Lehrer. 1863 oder 1864 wurde das Dorf von einem peruanischen Sklavenschiff überfallen, und viele Männer wurden entführt und nach Callao gebracht.
1915 fegte ein tropischer Wirbelsturm das Dach der Kirche weg. Ein weiterer Zyklon im Jahr 1941 zerstörte die Regierungs- und Missionsschulen sowie zwanzig Häuser.